# Son Pou

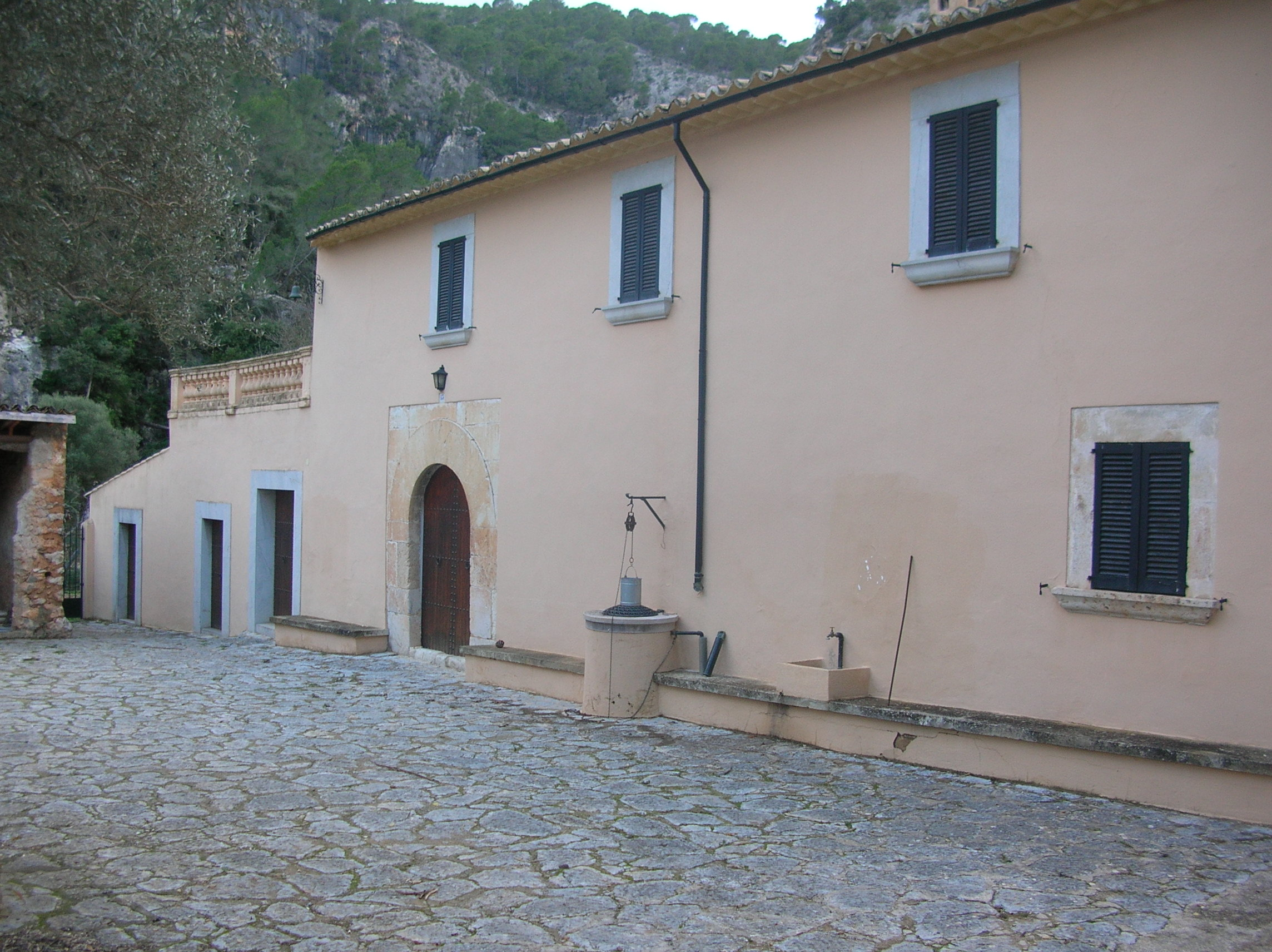
Cases de Son Pou

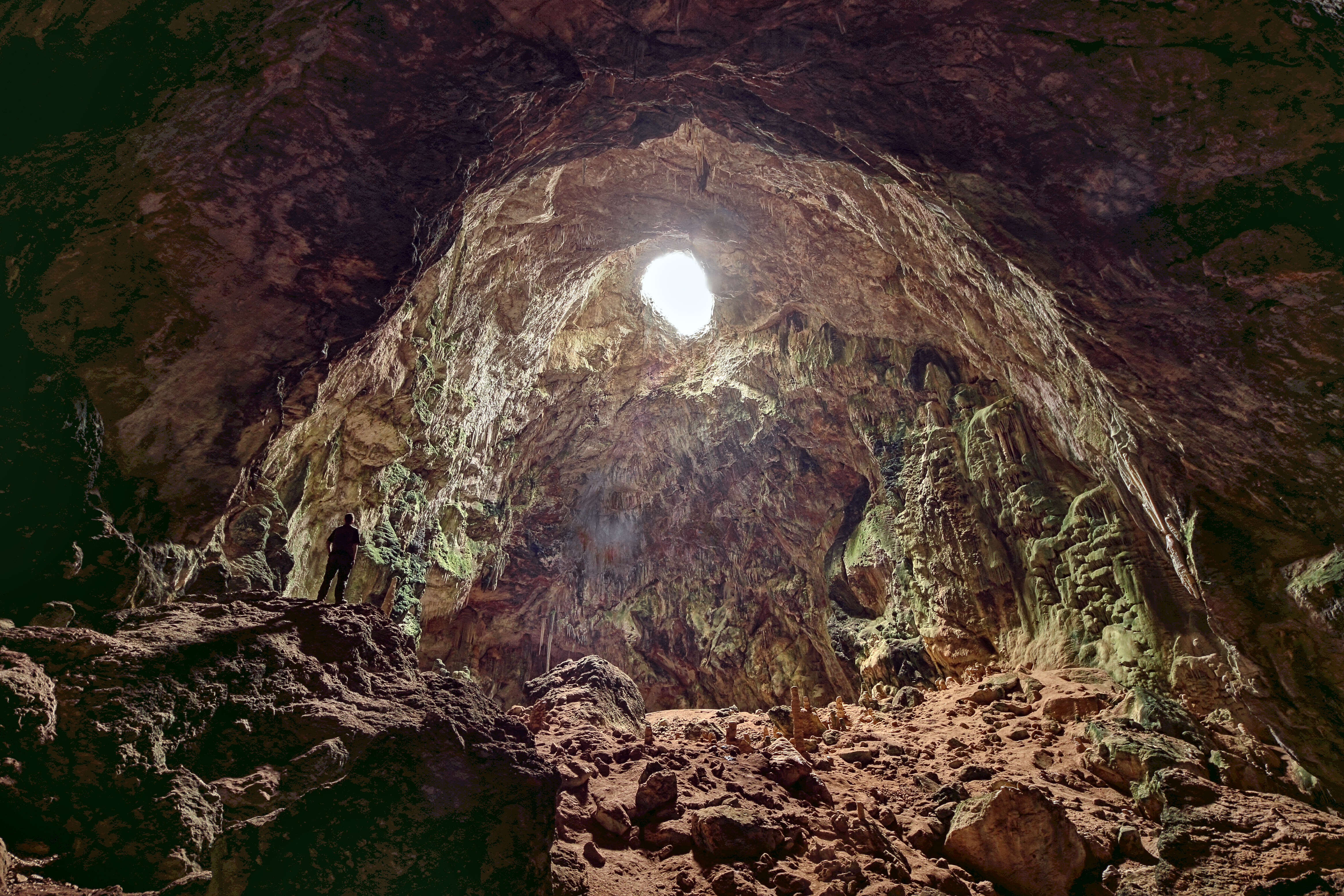
Avenc de Son Pou

Son Pou és una possessió de Santa Maria del Camí, a Mallorca, situada a l'extrem nord del municipi en els límits amb Bunyola i Alaró. Antigament fou anomenada Sa Font. Son Pou és la darrera possessió de la vall de Coanegra. La possessió està travessada pel Torrent del Freu, procedent d'Orient, que passa a anomenar-se Torrent de Coanegra. El 1995 ocupava una superfície de 307,82 ha.
Dins Son Pou hi neix la Font de Coanegra, o de Son Pou, que alimentava en el passat 9 molins fariners i que encara avui alimenta la síquia de Coanegra. Aquesta font neix d'un ullal subterrani i a través d'una conducció també subterrània (en àrab qanat) que travessa el torrent, que en aquest tram està empedrat, va a aflorar darrere les cases. Des d'allà, a través d'una síquia l'aigua travessa tota la vall de Coanegra fins a arribar a Son Torrelleta. També s'hi troba la cavitat natural coneguda com s'Avenc de Son Pou i la de s'Avenc de Ca sa Coanegrina.
Com a possessió de muntanya, ha tengut un aprofitament com a finca ramadera i productora d'oli i garroves, a més dels productes del seu hort. Les activitats forestals (forns de calç, carbó, fusta i llenya) hi han estat importants. A les cases s'hi conserva una antiga tafona.

## Cultura popular
Les cases antigues de Son Pou varen ser enderrocades per una torrentada en el segle xviii. Les noves cases s'ubicaren en un lloc més elevat en relació al torrent. Hi ha una glosa que fa referència a una d'aquelles torrentades
L'any mil set-cents i quatre 

hi va haver un deluví,

i no hi havia cap pi

que estigues segur, ni mata.

Jo jeia prou descansat

dins Son Pou, dalt sa llitera:

penyals i qualque olivera

tot davallava mesclat.